# Jireel
Jireel Lavia Pereira, noto semplicemente come Jireel (Angola, 29 marzo 2000), è un cantante e rapper angolano naturalizzato svedese.

## Biografia
Jireel ha pubblicato il suo album in studio d'esordio, intitolato 18 e premiato con un Grammis, nel 2018; l'LP è arrivato al 13º posto della Sverigetopplistan. Al disco hanno fatto seguito gli album Sex känslor (2020) e 1953 (2021). entrambi arrivati in top five nella classifica nazionale. Ha poi conseguito il suo miglior posizionamento nella suddetta graduatoria con il quarto progetto in studio MOTY, arrivato 2º nel 2022. Nel novembre 2024 è uscito Yemaya, il primo LP numero uno dell'interprete e candidato per un premio Grammis.
Ha collezionato quattordici dischi di platino e nove d'oro dalla IFPI Sverige, equivalenti a un totale di 1,480 milioni di unità vendute. È stato candidato per l'MTV Europe Music Award al miglior artista svedese nell'edizione del 2019.

## Discografia

### Album in studio
- 2018 – 18
- 2020 – Sex känslor
- 2021 – 1953
- 2022 – MOTY
- 2024 – Luanda
- 2024 – Yemaya

### EP
- 2017 – Jettad
- 2019 – Nitton

### Singoli
- 2015 – Här & nu
- 2016 – Som Mig
- 2016 – Driftig (con Pato Pooh e Denz feat. Pablo Paz)
- 2017 – Dash (con Denz e Pato Pooh)
- 2017 – Waves (con Pablo Paz, Pato Pooh, Denz e Lamix)
- 2017 – Cataleya
- 2017 – Man of the Year
- 2018 – Força
- 2018 – Woh (feat. Lamix)
- 2018 – Fast
- 2018 – Peligrosa
- 2019 – Alla mina (feat. K27)
- 2019 – Svårt
- 2019 – Wikipedia
- 2019 – Främling (feat. Ibbe)
- 2019 – Alla vet (con Blacky)
- 2019 – Rusch timmar
- 2020 – Dröm
- 2020 – Stora (con Lamix)
- 2020 – Förklara (con Stress)
- 2020 – Bags (con Denz)
- 2020 – Gav allt (con Victor Leksell e Reyn)
- 2020 – För evigt (con gli Estraden)
- 2020 – Relationer
- 2020 – Chérie
- 2020 – Den sommaren (feat. Miriam Bryant)
- 2020 – Relationer
- 2020 – Tankarna
- 2020 – Förebild
- 2020 – Ditt fel (con Miriam Bryant)
- 2020 – Reloaded (con Dennis Doff)
- 2020 – En stund
- 2021 – Toute la nuit (Hela natten) (con Migi)
- 2021 – SL
- 2021 – Passé
- 2021 – Chansa (con Dani M e Newkid feat. Simon Superti)
- 2021 – Dagar i regn
- 2022 – Mano
- 2022 – Winner (feat. A36)
- 2022 – Vad e de här?
- 2022 – Tar hand om dig
- 2022 – Avion/Bring Em
- 2023 – Aura
- 2023 – Wine
- 2023 – Tell Your Friends (feat. Naomi Vaughn)
- 2023 – Frero
- 2023 – Ledare (con Dizzy)
- 2023 – Mariachi (con Dani M)
- 2024 – Kan jag fråga dig?
- 2024 – Ibiza
- 2024 – Ambassador (con Babyboy AV)
- 2024 – DNA (con Y4ska e Romanos)
- 2025 – Qurbani (kom TBX) (con Y4ska)
- 2025 – Leaving (con Makar)
- 2025 – Leyla (con Robin Kadir)
- 2025 – Love
- 2025 – Bad Bunny
- 2025 – Baby kom